# Région Pays de la Loire Tour 2023
Région Pays de la Loire Tour 2023 var den 1. udgave af det franske etapeløb Région Pays de la Loire Tour. Cykelløbets fire etaper havde en samlet distance på 692,8 km, og blev kørt fra 4. april med start i Saint-Nazaire til 7. april 2023 hvor der var mål i Le Mans. Løbet var en del af UCI Europe Tour 2023.
Den danske mester Alexander Kamp fra Tudor Pro Cycling vandt løbet samlet.

## Etaperne
| Etape    | Dato    | Start – Mål                                    | type          | Afstand (km) | Etapevinder      | Førende rytter |
| -------- | ------- | ---------------------------------------------- | ------------- | ------------ | ---------------- | -------------- |
| 1. etape | 4. apr. | Saint-Père-en-Retz – Saint-Gilles-Croix-de-Vie | flad etape    | 148,5        | Bryan Coquard    | Bryan Coquard  |
| 2. etape | 5. apr. | Clisson – Le Lion-d'Angers                     | flad etape    | 169,4        | Erlend Blikra    | Erlend Blikra  |
| 3. etape | 6. apr. | Baugé-en-Anjou – Mayenne                       | kuperet etape | 197,1        | Bryan Coquard    | Bryan Coquard  |
| 4. etape | 7. apr. | Sablé-sur-Sarthe – Le Mans                     | kuperet etape | 177,8        | Fredrik Dversnes | Alexander Kamp |

### 1. etape
| Saint-Père-en-Retz - Saint-Gilles-Croix-de-Vie | flad etape | (148,5 km) |

| \| Etaperesultat \| Etaperesultat \| Etaperesultat \| Etaperesultat \| Etaperesultat \| \| Rytter \| Rytter \| Hold \| Tid \| \| \| ------------- \| ------------------- \| --------------------------- \| ------------- \| ------------- \| \| 1. \| Bryan Coquard[2] \| Cofidis \| 3t 01' 48" \| \| \| 2. \| Marijn van den Berg \| EF Education-EasyPost \| + 0" \| \| \| 3. \| Manuel Peñalver \| Burgos-BH \| + 0" \| \| \| 4. \| Arnaud Démare \| Groupama-FDJ \| + 0" \| \| \| 5. \| Rick Pluimers \| Tudor Pro Cycling Team \| + 0" \| \| \| 6. \| Milan Fretin \| Team Flanders-Baloise \| + 0" \| \| \| 7. \| Szymon Sajnok \| Q36.5 Pro Cycling Team \| + 0" \| \| \| 8. \| Bram Welten \| Groupama-FDJ \| + 0" \| \| \| 9. \| Nolann Mahoudo \| CIC U Nantes Atlantique \| + 0" \| \| \| 10. \| Rudy Barbier \| Saint Michel-Mavic-Auber 93 \| + 0" \| \| |                     |                             |            |
| |                     |                             |            |
| Kilde: ProCyclingStats |                     |                             |            |
| Etaperesultat |                     |                             |            |
| Rytter | Rytter              | Hold                        | Tid        |
| 1. | Bryan Coquard       | Cofidis                     | 3t 01' 48" |
| 2. | Marijn van den Berg | EF Education-EasyPost       | + 0"       |
| 3. | Manuel Peñalver     | Burgos-BH                   | + 0"       |
| 4. | Arnaud Démare       | Groupama-FDJ                | + 0"       |
| 5. | Rick Pluimers       | Tudor Pro Cycling Team      | + 0"       |
| 6. | Milan Fretin        | Team Flanders-Baloise       | + 0"       |
| 7. | Szymon Sajnok       | Q36.5 Pro Cycling Team      | + 0"       |
| 8. | Bram Welten         | Groupama-FDJ                | + 0"       |
| 9. | Nolann Mahoudo      | CIC U Nantes Atlantique     | + 0"       |
| 10. | Rudy Barbier        | Saint Michel-Mavic-Auber 93 | + 0"       |

| \| Samlede stilling \| Samlede stilling \| Samlede stilling \| Samlede stilling \| Samlede stilling \| \| Rytter \| Rytter \| Hold \| Tid \| \| \| ---------------- \| ------------------- \| --------------------------- \| ---------------- \| ---------------- \| \| 1. \| Bryan Coquard \| Cofidis \| 3t 01' 38" \| \| \| 2. \| Marijn van den Berg \| EF Education-EasyPost \| + 1" \| \| \| 3. \| Valentin Ferron \| TotalEnergies \| + 4" \| \| \| 4. \| Manuel Peñalver \| Burgos-BH \| + 6" \| \| \| 5. \| Johan Meens \| Bingoal WB \| + 6" \| \| \| 6. \| Rudy Barbier \| Saint Michel-Mavic-Auber 93 \| + 8" \| \| \| 7. \| Maël Guégan \| CIC U Nantes Atlantique \| + 8" \| \| \| 8. \| Lorrenzo Manzin \| TotalEnergies \| + 9" \| \| \| 9. \| Arnaud Démare \| Groupama-FDJ \| + 10" \| \| \| 10. \| Rick Pluimers \| Tudor Pro Cycling Team \| + 10" \| \| |                     |                             |            |
| |                     |                             |            |
| Kilde: ProCyclingStats |                     |                             |            |
| Samlede stilling |                     |                             |            |
| Rytter | Rytter              | Hold                        | Tid        |
| 1. | Bryan Coquard       | Cofidis                     | 3t 01' 38" |
| 2. | Marijn van den Berg | EF Education-EasyPost       | + 1"       |
| 3. | Valentin Ferron     | TotalEnergies               | + 4"       |
| 4. | Manuel Peñalver     | Burgos-BH                   | + 6"       |
| 5. | Johan Meens         | Bingoal WB                  | + 6"       |
| 6. | Rudy Barbier        | Saint Michel-Mavic-Auber 93 | + 8"       |
| 7. | Maël Guégan         | CIC U Nantes Atlantique     | + 8"       |
| 8. | Lorrenzo Manzin     | TotalEnergies               | + 9"       |
| 9. | Arnaud Démare       | Groupama-FDJ                | + 10"      |
| 10. | Rick Pluimers       | Tudor Pro Cycling Team      | + 10"      |

### 2. etape
| Clisson - Le Lion-d'Angers | flad etape | (169,4 km) |

| \| Etaperesultat \| Etaperesultat \| Etaperesultat \| Etaperesultat \| Etaperesultat \| \| Rytter \| Rytter \| Hold \| Tid \| \| \| ------------- \| ----------------------- \| ----------------------- \| ------------- \| ------------- \| \| 1. \| Erlend Blikra[3] \| Uno-X Pro Cycling Team \| 3t 45' 09" \| \| \| 2. \| Stian Fredheim \| Uno-X Pro Cycling Team \| + 0" \| \| \| 3. \| Pierre Barbier \| CIC U Nantes Atlantique \| + 0" \| \| \| 4. \| Lorrenzo Manzin \| TotalEnergies \| + 0" \| \| \| 5. \| Arnaud Démare \| Groupama-FDJ \| + 0" \| \| \| 6. \| Marijn van den Berg \| EF Education-EasyPost \| + 0" \| \| \| 7. \| Rasmus Søjberg Pedersen \| CIC U Nantes Atlantique \| + 0" \| \| \| 8. \| Manuel Peñalver \| Burgos-BH \| + 0" \| \| \| 9. \| Antonio Jesús Soto \| Euskaltel-Euskadi \| + 0" \| \| \| 10. \| Clément Alleno \| Burgos-BH \| + 0" \| \| |                         |                         |            |
| |                         |                         |            |
| |                         |                         |            |
| Etaperesultat |                         |                         |            |
| Rytter | Rytter                  | Hold                    | Tid        |
| 1. | Erlend Blikra           | Uno-X Pro Cycling Team  | 3t 45' 09" |
| 2. | Stian Fredheim          | Uno-X Pro Cycling Team  | + 0"       |
| 3. | Pierre Barbier          | CIC U Nantes Atlantique | + 0"       |
| 4. | Lorrenzo Manzin         | TotalEnergies           | + 0"       |
| 5. | Arnaud Démare           | Groupama-FDJ            | + 0"       |
| 6. | Marijn van den Berg     | EF Education-EasyPost   | + 0"       |
| 7. | Rasmus Søjberg Pedersen | CIC U Nantes Atlantique | + 0"       |
| 8. | Manuel Peñalver         | Burgos-BH               | + 0"       |
| 9. | Antonio Jesús Soto      | Euskaltel-Euskadi       | + 0"       |
| 10. | Clément Alleno          | Burgos-BH               | + 0"       |

| \| Samlede stilling \| Samlede stilling \| Samlede stilling \| Samlede stilling \| Samlede stilling \| \| Rytter \| Rytter \| Hold \| Tid \| \| \| ---------------- \| ------------------- \| ----------------------- \| ---------------- \| ---------------- \| \| 1. \| Erlend Blikra \| Uno-X Pro Cycling Team \| 6t 46' 47" \| \| \| 2. \| Bryan Coquard \| Cofidis \| + 0" \| \| \| 3. \| Marijn van den Berg \| EF Education-EasyPost \| + 1" \| \| \| 4. \| Alexander Kamp \| Tudor Pro Cycling Team \| + 1" \| \| \| 5. \| Stian Fredheim \| Uno-X Pro Cycling Team \| + 4" \| \| \| 6. \| Valentin Ferron \| TotalEnergies \| + 4" \| \| \| 7. \| Manuel Peñalver \| Burgos-BH \| + 6" \| \| \| 8. \| Johan Meens \| Bingoal WB \| + 6" \| \| \| 9. \| Pierre Barbier \| CIC U Nantes Atlantique \| + 6" \| \| \| 10. \| Joey Rosskopf \| Q36.5 Pro Cycling Team \| + 6" \| \| |                     |                         |            |
| |                     |                         |            |
| |                     |                         |            |
| Samlede stilling |                     |                         |            |
| Rytter | Rytter              | Hold                    | Tid        |
| 1. | Erlend Blikra       | Uno-X Pro Cycling Team  | 6t 46' 47" |
| 2. | Bryan Coquard       | Cofidis                 | + 0"       |
| 3. | Marijn van den Berg | EF Education-EasyPost   | + 1"       |
| 4. | Alexander Kamp      | Tudor Pro Cycling Team  | + 1"       |
| 5. | Stian Fredheim      | Uno-X Pro Cycling Team  | + 4"       |
| 6. | Valentin Ferron     | TotalEnergies           | + 4"       |
| 7. | Manuel Peñalver     | Burgos-BH               | + 6"       |
| 8. | Johan Meens         | Bingoal WB              | + 6"       |
| 9. | Pierre Barbier      | CIC U Nantes Atlantique | + 6"       |
| 10. | Joey Rosskopf       | Q36.5 Pro Cycling Team  | + 6"       |

### 3. etape
| Baugé-en-Anjou - Mayenne | kuperet etape | (197,1 km) |

| \| Etaperesultat \| Etaperesultat \| Etaperesultat \| Etaperesultat \| Etaperesultat \| \| Rytter \| Rytter \| Hold \| Tid \| \| \| ------------- \| ------------------- \| -------------------------------- \| ------------- \| ------------- \| \| 1. \| Bryan Coquard[4] \| Cofidis \| 4t 29' 24" \| \| \| 2. \| Marijn van den Berg \| EF Education-EasyPost \| + 0" \| \| \| 3. \| Alexander Kamp \| Tudor Pro Cycling Team \| + 0" \| \| \| 4. \| Romain Cardis \| Saint Michel-Mavic-Auber 93 \| + 0" \| \| \| 5. \| Miles Scotson \| Groupama-FDJ \| + 0" \| \| \| 6. \| Lorrenzo Manzin \| TotalEnergies \| + 0" \| \| \| 7. \| Rait Ärm \| Go Sport-Roubaix Lille Métropole \| + 2" \| \| \| 8. \| Thomas Gachignard \| Saint Michel-Mavic-Auber 93 \| + 2" \| \| \| 9. \| Elias Maris \| Team Flanders-Baloise \| + 2" \| \| \| 10. \| Davide Cimolai \| Cofidis \| + 2" \| \| |                     |                                  |            |
| |                     |                                  |            |
| |                     |                                  |            |
| Etaperesultat |                     |                                  |            |
| Rytter | Rytter              | Hold                             | Tid        |
| 1. | Bryan Coquard       | Cofidis                          | 4t 29' 24" |
| 2. | Marijn van den Berg | EF Education-EasyPost            | + 0"       |
| 3. | Alexander Kamp      | Tudor Pro Cycling Team           | + 0"       |
| 4. | Romain Cardis       | Saint Michel-Mavic-Auber 93      | + 0"       |
| 5. | Miles Scotson       | Groupama-FDJ                     | + 0"       |
| 6. | Lorrenzo Manzin     | TotalEnergies                    | + 0"       |
| 7. | Rait Ärm            | Go Sport-Roubaix Lille Métropole | + 2"       |
| 8. | Thomas Gachignard   | Saint Michel-Mavic-Auber 93      | + 2"       |
| 9. | Elias Maris         | Team Flanders-Baloise            | + 2"       |
| 10. | Davide Cimolai      | Cofidis                          | + 2"       |

| \| Samlede stilling \| Samlede stilling \| Samlede stilling \| Samlede stilling \| Samlede stilling \| \| Rytter \| Rytter \| Hold \| Tid \| \| \| ---------------- \| ------------------- \| ---------------------- \| ---------------- \| ---------------- \| \| 1. \| Bryan Coquard \| Cofidis \| 11t 15' 58" \| \| \| 2. \| Marijn van den Berg \| EF Education-EasyPost \| + 7" \| \| \| 3. \| Alexander Kamp \| Tudor Pro Cycling Team \| + 10" \| \| \| 4. \| Erlend Blikra \| Uno-X Pro Cycling Team \| + 15" \| \| \| 5. \| Manuel Peñalver \| Burgos-BH \| + 19" \| \| \| 6. \| Stian Fredheim \| Uno-X Pro Cycling Team \| + 19" \| \| \| 7. \| Valentin Ferron \| TotalEnergies \| + 19" \| \| \| 8. \| Cyrus Monk \| Q36.5 Pro Cycling Team \| + 20" \| \| \| 9. \| Johan Meens \| Bingoal WB \| + 21" \| \| \| 10. \| Joey Rosskopf \| Q36.5 Pro Cycling Team \| + 21" \| \| |                     |                        |             |
| |                     |                        |             |
| |                     |                        |             |
| Samlede stilling |                     |                        |             |
| Rytter | Rytter              | Hold                   | Tid         |
| 1. | Bryan Coquard       | Cofidis                | 11t 15' 58" |
| 2. | Marijn van den Berg | EF Education-EasyPost  | + 7"        |
| 3. | Alexander Kamp      | Tudor Pro Cycling Team | + 10"       |
| 4. | Erlend Blikra       | Uno-X Pro Cycling Team | + 15"       |
| 5. | Manuel Peñalver     | Burgos-BH              | + 19"       |
| 6. | Stian Fredheim      | Uno-X Pro Cycling Team | + 19"       |
| 7. | Valentin Ferron     | TotalEnergies          | + 19"       |
| 8. | Cyrus Monk          | Q36.5 Pro Cycling Team | + 20"       |
| 9. | Johan Meens         | Bingoal WB             | + 21"       |
| 10. | Joey Rosskopf       | Q36.5 Pro Cycling Team | + 21"       |

### 4. etape
| Sablé-sur-Sarthe - Le Mans | kuperet etape | (177,8 km) |

| \| Etaperesultat \| Etaperesultat \| Etaperesultat \| Etaperesultat \| Etaperesultat \| \| Rytter \| Rytter \| Hold \| Tid \| \| \| ------------- \| ------------------- \| -------------------------------- \| ------------- \| ------------- \| \| 1. \| Fredrik Dversnes[5] \| Uno-X Pro Cycling Team \| 4t 02' 38" \| \| \| 2. \| Alexander Kamp \| Tudor Pro Cycling Team \| + 0" \| \| \| 3. \| Jérémy Leveau \| Go Sport-Roubaix Lille Métropole \| + 0" \| \| \| 4. \| Kévin Vauquelin \| Arkéa-Samsic \| + 0" \| \| \| 5. \| Ben Healy \| EF Education-EasyPost \| + 0" \| \| \| 6. \| Valentin Ferron \| TotalEnergies \| + 0" \| \| \| 7. \| Romain Cardis \| Saint Michel-Mavic-Auber 93 \| + 29" \| \| \| 8. \| Paul Penhoët \| Groupama-FDJ \| + 29" \| \| \| 9. \| Laurent Pichon \| Arkéa-Samsic \| + 29" \| \| \| 10. \| Marijn van den Berg \| EF Education-EasyPost \| + 29" \| \| |                     |                                  |            |
| |                     |                                  |            |
| |                     |                                  |            |
| Etaperesultat |                     |                                  |            |
| Rytter | Rytter              | Hold                             | Tid        |
| 1. | Fredrik Dversnes    | Uno-X Pro Cycling Team           | 4t 02' 38" |
| 2. | Alexander Kamp      | Tudor Pro Cycling Team           | + 0"       |
| 3. | Jérémy Leveau       | Go Sport-Roubaix Lille Métropole | + 0"       |
| 4. | Kévin Vauquelin     | Arkéa-Samsic                     | + 0"       |
| 5. | Ben Healy           | EF Education-EasyPost            | + 0"       |
| 6. | Valentin Ferron     | TotalEnergies                    | + 0"       |
| 7. | Romain Cardis       | Saint Michel-Mavic-Auber 93      | + 29"      |
| 8. | Paul Penhoët        | Groupama-FDJ                     | + 29"      |
| 9. | Laurent Pichon      | Arkéa-Samsic                     | + 29"      |
| 10. | Marijn van den Berg | EF Education-EasyPost            | + 29"      |

## Resultater

### Samlede stilling
| \| Samlede stilling \| Samlede stilling \| Samlede stilling \| Samlede stilling \| Samlede stilling \| \| Rytter \| Rytter \| Hold \| Tid \| \| \| ---------------- \| ------------------- \| -------------------------------- \| ---------------- \| ---------------- \| \| 1. \| Alexander Kamp \| Tudor Pro Cycling Team \| 15t 18' 40" \| \| \| 2. \| Fredrik Dversnes \| Uno-X Pro Cycling Team \| + 11" \| \| \| 3. \| Valentin Ferron \| TotalEnergies \| + 15" \| \| \| 4. \| Jérémy Leveau \| Go Sport-Roubaix Lille Métropole \| + 17" \| \| \| 5. \| Ben Healy \| EF Education-EasyPost \| + 17" \| \| \| 6. \| Kévin Vauquelin \| Arkéa-Samsic \| + 21" \| \| \| 7. \| Bryan Coquard \| Cofidis \| + 22" \| \| \| 8. \| Marijn van den Berg \| EF Education-EasyPost \| + 30" \| \| \| 9. \| Johan Meens \| Bingoal WB \| + 46" \| \| \| 10. \| Romain Cardis \| Saint Michel-Mavic-Auber 93 \| + 48" \| \| |                     |                                  |             |
| |                     |                                  |             |
| Kilde: ProCyclingStats |                     |                                  |             |
| Samlede stilling |                     |                                  |             |
| Rytter | Rytter              | Hold                             | Tid         |
| 1. | Alexander Kamp      | Tudor Pro Cycling Team           | 15t 18' 40" |
| 2. | Fredrik Dversnes    | Uno-X Pro Cycling Team           | + 11"       |
| 3. | Valentin Ferron     | TotalEnergies                    | + 15"       |
| 4. | Jérémy Leveau       | Go Sport-Roubaix Lille Métropole | + 17"       |
| 5. | Ben Healy           | EF Education-EasyPost            | + 17"       |
| 6. | Kévin Vauquelin     | Arkéa-Samsic                     | + 21"       |
| 7. | Bryan Coquard       | Cofidis                          | + 22"       |
| 8. | Marijn van den Berg | EF Education-EasyPost            | + 30"       |
| 9. | Johan Meens         | Bingoal WB                       | + 46"       |
| 10. | Romain Cardis       | Saint Michel-Mavic-Auber 93      | + 48"       |

## Hold og ryttere
| UCI WorldTeams (4)- EF Education-EasyPost - Groupama-FDJ - Arkéa-Samsic - Cofidis UCI ProTeams (9)- TotalEnergies - Bingoal WB - Burgos-BH - Euskaltel-Euskadi - Q36.5 Pro Cycling Team - Tudor Pro Cycling Team - Team Flanders-Baloise - Uno-X Pro Cycling Team - Team Corratec UCI Kontinentalhold (4)- Go Sport-Roubaix Lille Métropole - Saint Michel-Mavic-Auber 93 - Nice Métropole Côte d'Azur - CIC U Nantes Atlantique |
| |

### Danske ryttere
| Danske ryttere på startlisten |                         |                         |           |
| Rygnummer                     | Rytter                  | Hold                    | Placering |
| 24                            | Michael Valgren         | EF Education-EasyPost   | 33        |
| 54                            | Alexander Kamp          | Tudor Pro Cycling       | 1         |
| 61                            | Lasse Norman Leth       | Uno-X Pro Cycling Team  | 65        |
| 66                            | Niklas Larsen           | Uno-X Pro Cycling Team  | 72        |
| 134                           | Rasmus Søjberg Pedersen | CIC U Nantes Atlantique | 60        |

* DNF = gennemførte ikke

### Startliste
| Groupama-FDJ GFC | Groupama-FDJ GFC          | Groupama-FDJ GFC |
| ---------------- | ------------------------- | ---------------- |
| Nr.              | Rytter                    | Placering        |
| 1                | Arnaud Démare (FRA)       |                  |
| 2                | Eddy Le Huitouze (FRA)    |                  |
| 3                | Ignatas Konovalovas (LTU) | DNF-4            |
| 4                | Paul Penhoët (FRA)        |                  |
| 5                | Miles Scotson (AUS)       | DNF-4            |
| 6                | Bram Welten (NED)         | DNS-4            |

| Cofidis COF | Cofidis COF               | Cofidis COF |
| ----------- | ------------------------- | ----------- |
| Nr.         | Rytter                    | Placering   |
| 11          | Bryan Coquard (FRA)       |             |
| 12          | François Bidard (FRA)     |             |
| 13          | Davide Cimolai (ITA)      |             |
| 14          | Benjamin Thomas (FRA)     |             |
| 15          | Hugo Toumire (FRA)        |             |
| 16          | Pierre-Luc Périchon (FRA) |             |

| EF Education-EasyPost EFE | EF Education-EasyPost EFE | EF Education-EasyPost EFE |
| ------------------------- | ------------------------- | ------------------------- |
| Nr.                       | Rytter                    | Placering                 |
| 21                        | Georg Steinhauser (GER)   |                           |
| 22                        | Ben Healy (IRL)           |                           |
| 23                        | James Shaw (GBR)          |                           |
| 24                        | Michael Valgren (DEN)     |                           |
| 25                        | Julius van den Berg (NED) |                           |
| 26                        | Marijn van den Berg (NED) |                           |

| Arkéa-Samsic ARK | Arkéa-Samsic ARK      | Arkéa-Samsic ARK |
| ---------------- | --------------------- | ---------------- |
| Nr.              | Rytter                | Placering        |
| 31               | Nacer Bouhanni (FRA)  | DNS-2            |
| 32               | Laurent Pichon (FRA)  |                  |
| 33               | Donavan Grondin (FRA) |                  |
| 34               | Kévin Ledanois (FRA)  | DNF-4            |
| 35               | Maxime Bouet (FRA)    |                  |
| 36               | Kévin Vauquelin (FRA) | DNF-4            |

| TotalEnergies TEN | TotalEnergies TEN       | TotalEnergies TEN |
| ----------------- | ----------------------- | ----------------- |
| Nr.               | Rytter                  | Placering         |
| 41                | Julien Simon (FRA)      |                   |
| 42                | Jason Tesson (FRA)      | DNF-3             |
| 43                | Lorrenzo Manzin (FRA)   |                   |
| 44                | Valentin Ferron (FRA)   |                   |
| 45                | Fabien Grellier (FRA)   |                   |
| 46                | Émilien Jeannière (FRA) | DNF-4             |

| Tudor Pro Cycling Team TUD | Tudor Pro Cycling Team TUD      | Tudor Pro Cycling Team TUD |
| -------------------------- | ------------------------------- | -------------------------- |
| Nr.                        | Rytter                          | Placering                  |
| 51                         | Nils Brun (SUI)                 |                            |
| 52                         | Jacob Eriksson (SWE)            |                            |
| 53                         | Lucas Eriksson (SWE)            |                            |
| 54                         | Alexander Kamp (DEN) (landevej) |                            |
| 55                         | Rick Pluimers (NED)             | DNS-3                      |
| 56                         | Miká Heming (GER)               | DNF-4                      |

| Uno-X Pro Cycling Team UXT | Uno-X Pro Cycling Team UXT | Uno-X Pro Cycling Team UXT |
| -------------------------- | -------------------------- | -------------------------- |
| Nr.                        | Rytter                     | Placering                  |
| 61                         | Lasse Norman Leth (DEN)    |                            |
| 62                         | Erlend Blikra (NOR)        |                            |
| 63                         | Fredrik Dversnes (NOR)     |                            |
| 64                         | Stian Fredheim (NOR)       |                            |
| 65                         | Ådne Holter (NOR)          |                            |
| 66                         | Niklas Larsen (DEN)        |                            |

| Q36.5 Pro Cycling Team Q36 | Q36.5 Pro Cycling Team Q36 | Q36.5 Pro Cycling Team Q36 |
| -------------------------- | -------------------------- | -------------------------- |
| Nr.                        | Rytter                     | Placering                  |
| 71                         | Marcel Camprubí (ESP)      |                            |
| 72                         | Fabio Christen (SUI)       |                            |
| 73                         | Tom Devriendt (BEL)        | DNF-4                      |
| 74                         | Joey Rosskopf (USA)        |                            |
| 75                         | Cyrus Monk (AUS)           |                            |
| 76                         | Szymon Sajnok (POL)        | DNS-3                      |

| Team Corratec COR | Team Corratec COR         | Team Corratec COR |
| ----------------- | ------------------------- | ----------------- |
| Nr.               | Rytter                    | Placering         |
| 81                | Matteo Amella (ITA)       |                   |
| 82                | Davide Baldaccini (ITA)   |                   |
| 83                | Alessandro Iacchi (ITA)   | DNF-4             |
| 84                | Jan Stöckli (SUI)         |                   |
| 85                | Nicolas Dalla Valle (ITA) |                   |
| 86                | Karel Vacek (CZE)         |                   |

| Bingoal WB BWB | Bingoal WB BWB          | Bingoal WB BWB |
| -------------- | ----------------------- | -------------- |
| Nr.            | Rytter                  | Placering      |
| 91             | Alexis Guérin (FRA)     |                |
| 92             | Matteo Malucelli (ITA)  | DNF-4          |
| 93             | Johan Meens (BEL)       |                |
| 94             | Lennert Teugels (BEL)   |                |
| 95             | Nathan Vandepitte (FRA) | DNF-4          |
| 96             | Luca De Meester (BEL)   |                |

| Team Flanders-Baloise TFB | Team Flanders-Baloise TFB | Team Flanders-Baloise TFB |
| ------------------------- | ------------------------- | ------------------------- |
| Nr.                       | Rytter                    | Placering                 |
| 101                       | Kamiel Bonneu (BEL)       |                           |
| 102                       | Milan Fretin (BEL)        | DNS-3                     |
| 103                       | Tuur Dens (BEL)           |                           |
| 104                       | Jules Hesters (BEL)       | DNS-2                     |
| 105                       | Elias Maris (BEL)         |                           |
| 106                       | Noah Vandenbranden (BEL)  | DNF-4                     |

| Burgos-BH BBH | Burgos-BH BBH         | Burgos-BH BBH |
| ------------- | --------------------- | ------------- |
| Nr.           | Rytter                | Placering     |
| 111           | Cyril Barthe (FRA)    |               |
| 112           | Clément Alleno (FRA)  |               |
| 113           | Manuel Peñalver (ESP) |               |
| 114           | Ángel Fuentes (ESP)   | DNF-4         |
| 115           | Rodrigo Álvarez (ESP) | DNF-4         |
| 116           | Óscar Pelegrí (ESP)   | DNS-3         |

| Euskaltel-Euskadi EUS | Euskaltel-Euskadi EUS    | Euskaltel-Euskadi EUS |
| --------------------- | ------------------------ | --------------------- |
| Nr.                   | Rytter                   | Placering             |
| 121                   | Juan José Lobato (ESP)   | DNF-4                 |
| 122                   | Xabier Azparren (ESP)    |                       |
| 123                   | Antonio Jesús Soto (ESP) |                       |
| 124                   | Xabier Isasa (ESP)       |                       |
| 125                   | Unai Cuadrado (ESP)      |                       |
| 126                   | Enekoitz Azparren (ESP)  |                       |

| CIC U Nantes Atlantique UCN | CIC U Nantes Atlantique UCN   | CIC U Nantes Atlantique UCN |
| --------------------------- | ----------------------------- | --------------------------- |
| Nr.                         | Rytter                        | Placering                   |
| 131                         | Emmanuel Morin (FRA)          | DNF-4                       |
| 132                         | Pierre Barbier (FRA)          | DNF-3                       |
| 133                         | Maël Guégan (FRA)             |                             |
| 134                         | Rasmus Søjberg Pedersen (DEN) |                             |
| 135                         | Léo Danès (FRA)               |                             |
| 136                         | Nolann Mahoudo (FRA)          |                             |

| Saint Michel-Mavic-Auber 93 AUB | Saint Michel-Mavic-Auber 93 AUB | Saint Michel-Mavic-Auber 93 AUB |
| ------------------------------- | ------------------------------- | ------------------------------- |
| Nr.                             | Rytter                          | Placering                       |
| 141                             | Rudy Barbier (FRA)              | DNF-4                           |
| 142                             | Romain Cardis (FRA)             |                                 |
| 143                             | Nicolas Debeaumarché (FRA)      |                                 |
| 144                             | Flavien Maurelet (FRA)          | DNF-4                           |
| 145                             | Thomas Gachignard (FRA)         |                                 |
| 146                             | Anthony Maldonado (FRA)         |                                 |

| Nice Métropole Côte d'Azur NMC | Nice Métropole Côte d'Azur NMC | Nice Métropole Côte d'Azur NMC |
| ------------------------------ | ------------------------------ | ------------------------------ |
| Nr.                            | Rytter                         | Placering                      |
| 151                            | Damien Girard (FRA)            | DNF-3                          |
| 152                            | Jean Goubert (FRA)             |                                |
| 153                            | Jean-Louis Le Ny (FRA)         | DNF-3                          |
| 154                            | Tristan Delacroix (FRA)        | DNF-4                          |
| 155                            | Axel Narbonne-Zuccarelli (FRA) |                                |
| 156                            | Maxime Urruty (FRA)            |                                |

| Go Sport-Roubaix Lille Métropole GRL | Go Sport-Roubaix Lille Métropole GRL | Go Sport-Roubaix Lille Métropole GRL |
| ------------------------------------ | ------------------------------------ | ------------------------------------ |
| Nr.                                  | Rytter                               | Placering                            |
| 161                                  | Thomas Boudat (FRA)                  | 54.                                  |
| 162                                  | Rait Ärm (EST)                       | 66.                                  |
| 163                                  | Norman Vahtra (EST)                  | 38.                                  |
| 164                                  | Célestin Guillon (FRA)               | 31.                                  |
| 165                                  | Jérémy Leveau (FRA)                  | 4.                                   |
| 166                                  | Valentin Tabellion (FRA)             | 52.                                  |

| Groupama-FDJ GFC | Groupama-FDJ GFC          | Groupama-FDJ GFC |
| ---------------- | ------------------------- | ---------------- |
| Nr.              | Rytter                    | Placering        |
| 1                | Arnaud Démare (FRA)       |                  |
| 2                | Eddy Le Huitouze (FRA)    |                  |
| 3                | Ignatas Konovalovas (LTU) | DNF-4            |
| 4                | Paul Penhoët (FRA)        |                  |
| 5                | Miles Scotson (AUS)       | DNF-4            |
| 6                | Bram Welten (NED)         | DNS-4            |

| Cofidis COF | Cofidis COF               | Cofidis COF |
| ----------- | ------------------------- | ----------- |
| Nr.         | Rytter                    | Placering   |
| 11          | Bryan Coquard (FRA)       |             |
| 12          | François Bidard (FRA)     |             |
| 13          | Davide Cimolai (ITA)      |             |
| 14          | Benjamin Thomas (FRA)     |             |
| 15          | Hugo Toumire (FRA)        |             |
| 16          | Pierre-Luc Périchon (FRA) |             |

| EF Education-EasyPost EFE | EF Education-EasyPost EFE | EF Education-EasyPost EFE |
| ------------------------- | ------------------------- | ------------------------- |
| Nr.                       | Rytter                    | Placering                 |
| 21                        | Georg Steinhauser (GER)   |                           |
| 22                        | Ben Healy (IRL)           |                           |
| 23                        | James Shaw (GBR)          |                           |
| 24                        | Michael Valgren (DEN)     |                           |
| 25                        | Julius van den Berg (NED) |                           |
| 26                        | Marijn van den Berg (NED) |                           |

| Arkéa-Samsic ARK | Arkéa-Samsic ARK      | Arkéa-Samsic ARK |
| ---------------- | --------------------- | ---------------- |
| Nr.              | Rytter                | Placering        |
| 31               | Nacer Bouhanni (FRA)  | DNS-2            |
| 32               | Laurent Pichon (FRA)  |                  |
| 33               | Donavan Grondin (FRA) |                  |
| 34               | Kévin Ledanois (FRA)  | DNF-4            |
| 35               | Maxime Bouet (FRA)    |                  |
| 36               | Kévin Vauquelin (FRA) | DNF-4            |

| TotalEnergies TEN | TotalEnergies TEN       | TotalEnergies TEN |
| ----------------- | ----------------------- | ----------------- |
| Nr.               | Rytter                  | Placering         |
| 41                | Julien Simon (FRA)      |                   |
| 42                | Jason Tesson (FRA)      | DNF-3             |
| 43                | Lorrenzo Manzin (FRA)   |                   |
| 44                | Valentin Ferron (FRA)   |                   |
| 45                | Fabien Grellier (FRA)   |                   |
| 46                | Émilien Jeannière (FRA) | DNF-4             |

| Tudor Pro Cycling Team TUD | Tudor Pro Cycling Team TUD      | Tudor Pro Cycling Team TUD |
| -------------------------- | ------------------------------- | -------------------------- |
| Nr.                        | Rytter                          | Placering                  |
| 51                         | Nils Brun (SUI)                 |                            |
| 52                         | Jacob Eriksson (SWE)            |                            |
| 53                         | Lucas Eriksson (SWE)            |                            |
| 54                         | Alexander Kamp (DEN) (landevej) |                            |
| 55                         | Rick Pluimers (NED)             | DNS-3                      |
| 56                         | Miká Heming (GER)               | DNF-4                      |

| Uno-X Pro Cycling Team UXT | Uno-X Pro Cycling Team UXT | Uno-X Pro Cycling Team UXT |
| -------------------------- | -------------------------- | -------------------------- |
| Nr.                        | Rytter                     | Placering                  |
| 61                         | Lasse Norman Leth (DEN)    |                            |
| 62                         | Erlend Blikra (NOR)        |                            |
| 63                         | Fredrik Dversnes (NOR)     |                            |
| 64                         | Stian Fredheim (NOR)       |                            |
| 65                         | Ådne Holter (NOR)          |                            |
| 66                         | Niklas Larsen (DEN)        |                            |

| Q36.5 Pro Cycling Team Q36 | Q36.5 Pro Cycling Team Q36 | Q36.5 Pro Cycling Team Q36 |
| -------------------------- | -------------------------- | -------------------------- |
| Nr.                        | Rytter                     | Placering                  |
| 71                         | Marcel Camprubí (ESP)      |                            |
| 72                         | Fabio Christen (SUI)       |                            |
| 73                         | Tom Devriendt (BEL)        | DNF-4                      |
| 74                         | Joey Rosskopf (USA)        |                            |
| 75                         | Cyrus Monk (AUS)           |                            |
| 76                         | Szymon Sajnok (POL)        | DNS-3                      |

| Team Corratec COR | Team Corratec COR         | Team Corratec COR |
| ----------------- | ------------------------- | ----------------- |
| Nr.               | Rytter                    | Placering         |
| 81                | Matteo Amella (ITA)       |                   |
| 82                | Davide Baldaccini (ITA)   |                   |
| 83                | Alessandro Iacchi (ITA)   | DNF-4             |
| 84                | Jan Stöckli (SUI)         |                   |
| 85                | Nicolas Dalla Valle (ITA) |                   |
| 86                | Karel Vacek (CZE)         |                   |

| Bingoal WB BWB | Bingoal WB BWB          | Bingoal WB BWB |
| -------------- | ----------------------- | -------------- |
| Nr.            | Rytter                  | Placering      |
| 91             | Alexis Guérin (FRA)     |                |
| 92             | Matteo Malucelli (ITA)  | DNF-4          |
| 93             | Johan Meens (BEL)       |                |
| 94             | Lennert Teugels (BEL)   |                |
| 95             | Nathan Vandepitte (FRA) | DNF-4          |
| 96             | Luca De Meester (BEL)   |                |

| Team Flanders-Baloise TFB | Team Flanders-Baloise TFB | Team Flanders-Baloise TFB |
| ------------------------- | ------------------------- | ------------------------- |
| Nr.                       | Rytter                    | Placering                 |
| 101                       | Kamiel Bonneu (BEL)       |                           |
| 102                       | Milan Fretin (BEL)        | DNS-3                     |
| 103                       | Tuur Dens (BEL)           |                           |
| 104                       | Jules Hesters (BEL)       | DNS-2                     |
| 105                       | Elias Maris (BEL)         |                           |
| 106                       | Noah Vandenbranden (BEL)  | DNF-4                     |

| Burgos-BH BBH | Burgos-BH BBH         | Burgos-BH BBH |
| ------------- | --------------------- | ------------- |
| Nr.           | Rytter                | Placering     |
| 111           | Cyril Barthe (FRA)    |               |
| 112           | Clément Alleno (FRA)  |               |
| 113           | Manuel Peñalver (ESP) |               |
| 114           | Ángel Fuentes (ESP)   | DNF-4         |
| 115           | Rodrigo Álvarez (ESP) | DNF-4         |
| 116           | Óscar Pelegrí (ESP)   | DNS-3         |

| Euskaltel-Euskadi EUS | Euskaltel-Euskadi EUS    | Euskaltel-Euskadi EUS |
| --------------------- | ------------------------ | --------------------- |
| Nr.                   | Rytter                   | Placering             |
| 121                   | Juan José Lobato (ESP)   | DNF-4                 |
| 122                   | Xabier Azparren (ESP)    |                       |
| 123                   | Antonio Jesús Soto (ESP) |                       |
| 124                   | Xabier Isasa (ESP)       |                       |
| 125                   | Unai Cuadrado (ESP)      |                       |
| 126                   | Enekoitz Azparren (ESP)  |                       |

| CIC U Nantes Atlantique UCN | CIC U Nantes Atlantique UCN   | CIC U Nantes Atlantique UCN |
| --------------------------- | ----------------------------- | --------------------------- |
| Nr.                         | Rytter                        | Placering                   |
| 131                         | Emmanuel Morin (FRA)          | DNF-4                       |
| 132                         | Pierre Barbier (FRA)          | DNF-3                       |
| 133                         | Maël Guégan (FRA)             |                             |
| 134                         | Rasmus Søjberg Pedersen (DEN) |                             |
| 135                         | Léo Danès (FRA)               |                             |
| 136                         | Nolann Mahoudo (FRA)          |                             |

| Saint Michel-Mavic-Auber 93 AUB | Saint Michel-Mavic-Auber 93 AUB | Saint Michel-Mavic-Auber 93 AUB |
| ------------------------------- | ------------------------------- | ------------------------------- |
| Nr.                             | Rytter                          | Placering                       |
| 141                             | Rudy Barbier (FRA)              | DNF-4                           |
| 142                             | Romain Cardis (FRA)             |                                 |
| 143                             | Nicolas Debeaumarché (FRA)      |                                 |
| 144                             | Flavien Maurelet (FRA)          | DNF-4                           |
| 145                             | Thomas Gachignard (FRA)         |                                 |
| 146                             | Anthony Maldonado (FRA)         |                                 |

| Nice Métropole Côte d'Azur NMC | Nice Métropole Côte d'Azur NMC | Nice Métropole Côte d'Azur NMC |
| ------------------------------ | ------------------------------ | ------------------------------ |
| Nr.                            | Rytter                         | Placering                      |
| 151                            | Damien Girard (FRA)            | DNF-3                          |
| 152                            | Jean Goubert (FRA)             |                                |
| 153                            | Jean-Louis Le Ny (FRA)         | DNF-3                          |
| 154                            | Tristan Delacroix (FRA)        | DNF-4                          |
| 155                            | Axel Narbonne-Zuccarelli (FRA) |                                |
| 156                            | Maxime Urruty (FRA)            |                                |

| Go Sport-Roubaix Lille Métropole GRL | Go Sport-Roubaix Lille Métropole GRL | Go Sport-Roubaix Lille Métropole GRL |
| ------------------------------------ | ------------------------------------ | ------------------------------------ |
| Nr.                                  | Rytter                               | Placering                            |
| 161                                  | Thomas Boudat (FRA)                  | 54.                                  |
| 162                                  | Rait Ärm (EST)                       | 66.                                  |
| 163                                  | Norman Vahtra (EST)                  | 38.                                  |
| 164                                  | Célestin Guillon (FRA)               | 31.                                  |
| 165                                  | Jérémy Leveau (FRA)                  | 4.                                   |
| 166                                  | Valentin Tabellion (FRA)             | 52.                                  |